# Katalánská fotbalová reprezentace
Katalánská fotbalová reprezentace je fotbalový tým, který reprezentuje Katalánsko. Katalánsko není členem FIFA ani UEFA, a neúčastní se proto mistrovství světa ani mistrovství Evropy, na těchto soutěžích mohou hráči Katalánska hrát jen v dresu Španělska. Katalánský fotbalový svaz se pokoušel stát členem UEFA, ale vždy tyto snahy ztroskotaly na odmítavém stanovisku Španělska. I přesto od roku 1904 odehrálo Katalánsko přes 200 zápasů.